# 曙光中的機器人

《曙光中的機器人》美國版封面

《曙光中的機器人》（The Robots of Dawn），是美國作家以撒·艾西莫夫（Isaac Asimov）出版於1983年的科幻小說，第三部以以利亞·貝萊（Elijah Baley）為主角的科幻推理小說，艾西莫夫以實例說明科幻小說有多種可能發展性，不必自我設限。這部小說在1984年榮獲雨果獎（Hugo Award）最佳長篇小說提名。

## 故事情節
地球紀元3424年，原意为“曙光女神”的奥罗拉星球上发生了一起“机杀案”。人形机器人詹德停摆了。詹德的制造者法斯托夫博士邀请了以利亚·贝莱和机器人机·丹尼尔破案。但奥罗拉星上唯一有作案能力的人正是法斯托夫博士。
调查期间，法斯托夫博士的竞争对手阿玛狄洛博士对贝莱处处为难，经过与阿玛狄洛的一系列较量，贝莱最终意识到，阿玛狄洛的真正目标是机·丹尼尔。阿玛狄洛希望得到机·丹尼尔用以研发自己的人形机器人，并借机对地球发动制裁，将地球人禁锢在地球。在机器人吉斯卡的帮助下，二人最终脱离险境。在之后的立法局会议上，贝莱与阿玛狄洛激烈辩论，成功阻止了他的阴谋。而詹德停摆的原因被公认为脑部正电子的随机飘移。
但在离开奥罗拉星的前夕，贝莱指出，机器人吉斯卡才是令詹德停摆的“凶手”。吉斯卡因为一次无意的程序修改获得了心灵感应的能力。看出禁锢太空族的围墙既无质无形，也无人看出，因此太空族被限制在自己的星球，不可能逃出。因此，他决定要由地球人负责开拓银河，建立起银河帝国的前身。他由此设计了这起案件，利用自己的能力让詹德停摆，并为贝莱设下了重重阻碍，以研究地球人类的思维。促进人类走出大城，走向银河。
离别时，吉斯卡告诉贝莱，地球才是引领人类的未来，是真正的曙光世界。

## 外部連結
- 艾西莫夫官方網頁 （页面存档备份，存于）